# Mormi złocisty
Mormi złocisty, mormi, kot złoty azjatycki, azjatycki kot złocisty (Catopuma temminckii) – gatunek drapieżnego ssaka z podrodziny kotów (Felinae) w obrębie rodziny kotowatych (Felidae), jeden z dwóch gatunków swego rodzaju oprócz mormi borneańskiego. Wymienia się 3 podgatunki. Długość głowy i tułowia 66,2 do 105 cm, masa samic 8,5 kg, samców do 15,7 kg. Cechuje się znaczną zmiennością ubarwienia, najczęściej złotego bądź czerwonobrązowego, niekiedy w ciapki, na twarzy nosi białe pasy. Zasiedla lasy Azji Południowo-Wschodniej i sprawnie się wspina, ale poluje na ziemi, głównie na gryzonie, koczkodanowate, kanczyle, łuskonośne, ptaki. Ciąża trwa 78–80 dni, matka rodzi najczęściej jedno kocię, rzadziej do trzech. Zagrażają mu wylesianie i polowania.

## Budowa

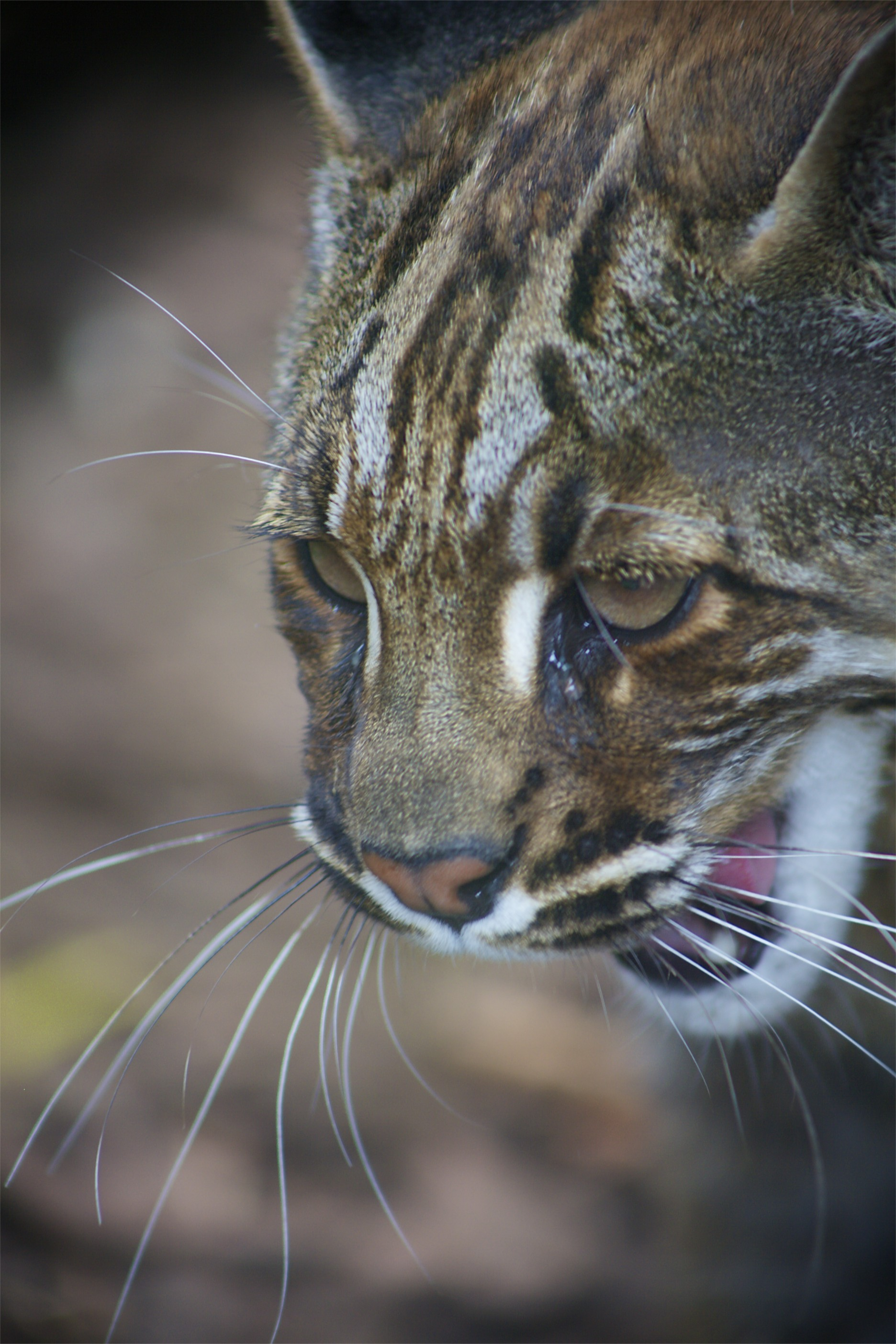
Twarz zwierzęcia zdobią białe pasy

Długość głowy i tułowia mormi złocistego wynosi od 66,2 do 105 cm, czemu towarzyszy ogon mierzący pomiędzy 42,5 a 57,5 centymetra. Samiec osiąga masę ciała pomiędzy 12 a 15,7 kg, podczas gdy samica około 8,5 kg. W efekcie samiec waży więcej, jest też większy od samicy. Czyni to mormi złocistego większym od mormi borneańskiego, nie wspominając o istotnie mniejszym lamparciku marmurkowym.
Mormi złociste wbrew swej nazwie różnią się kolorem futra. Może być ono jednobarwne: koloru złotego, brązu ciemnego, brązu bladego, cynamonu, szarości, jasnej czerwieni czy nawet czarne. Niekiedy też zdobią je ciemne ciapki i paski. Obserwuje się je w szczególności u mieszkańców niektórych części Chin i Bhutanu. Mogą one tworzyć rozety. Mówi się wtedy o typie ocelota. Najczęściej jednak chodzi o złoto czy czerwony brąz. Brzuszna strona klatki, brzucha i przednich kończyn białe są z lekkim plamkowaniem.
Zwraca uwagę ciemny tył uszu, zaokrąglonych i krótkich. Z kolei w środku mają one kolor bladoszary. Twarz zwierzęcia ma także białą linię biegnącą do dołu z rogu oka, niezbyt długą, jak również inną białą linię ciągnącą od okolic nosa, porównywaną przez Sunquistów z wąsem.
Zwierzę podwija koniec ogona. Ogon w dystalnej jednej trzeciej nosi na dole białawą pręgę. Koniec ogona i kończyn są zaś czarne.

## Systematyka

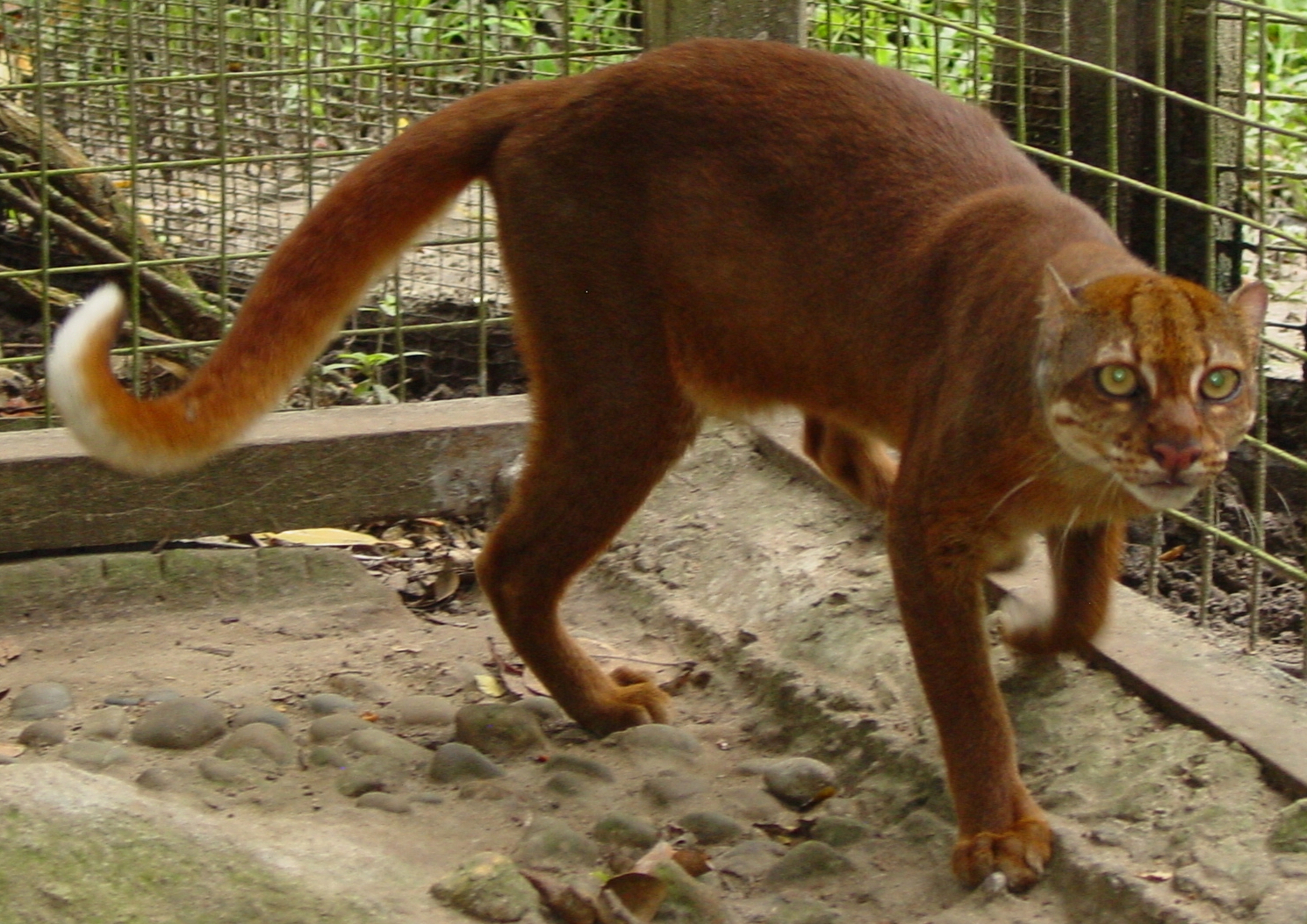
Najbliższym krewnym mormi złocistego jest mormi borneański

Gatunek po raz pierwszy zgodnie z zasadami nazewnictwa binominalnego opisali w 1827 roku irlandzki zoolog Nicholas Aylward Vigors i amerykański zoolog Thomas Horsfield, umieszczając go w rodzaju Felis i nadając mu epitet gatunkowy temminckii. Miejsce typowe to Sumatra, Indonezja. Holotyp to czaszka i skóra młodocianego samca (sygnatura BMNH:Mamm:1855.12.24.250) ze zbiorów Muzeum Historii Naturalnej w Londynie. Podgatunek (jako odrębny gatunek) po raz pierwszy zgodnie z zasadami nazewnictwa binominalnego opisał w 1831 roku angielski etnograf i przyrodnik Brian Houghton Hodgson, umieszczając nowo opisany takson w rodzaju Felis i nadając mu epitet gatunkowy moormensis. Miejsce typowe to Nepal. Holotyp to czaszka dorosłego samca (sygnatura BMNH:Mamm:GERM 118.a) ze zbiorów Muzeum Historii Naturalnej w Londynie. Okaz typowy został przywieziony żywy do Wielkiej Brytanii jako podarunek premiera Nepalu.
C. temminckii czasami obejmuje C. badia jako podgatunek, ale analiza genetyczna wykazuje, że lepiej jest uważać te dwa gatunki za odrębne. 
Mormi złocisty należy do rodzaju mormi. Do tego rodzaju należy jeszcze inny gatunek, mianowicie mormi borneański, słabo poznany i bardzo rzadki. W przeszłości zdarzało się różnym autorom zaliczać do tego samego rodzaju również lamparcika marmurkowego, niemniej obecnie gatunek ten umieszczany jest w odrębnym monotypowym rodzaju. O odrębności świadczy odmienna budowa czaszki, ogona czy stawu skokowego.
Oba te rodzaje należą do podrodziny kotów w obrębie rodziny kotowatych. 
Handbook of the Mammals of the World wyróżnia 3 podgatunki:
- C. t. dominicanorum Sclater, 1898,
- C. t. temminckii, podgatunek nominatywny,
- C. t. tristis Milne-Edwards, 1872[28].

Jednak ostatnie oceny wspierają podział na dwa podgatunki, dlatego autorzy Illustrated Checklist of the Mammals of the World (kontynuacji Handbook of the Mammals of the World) rozpoznają obecnie dwa podgatunki – C. t. temminckii i C. t. moormensis.

### Etymologia
- Catopuma: zbitka wyrazowa nazw rodzajów: Catus Frisch, 1775 (kot) oraz Puma Jardine, 1834 (puma)[38].
- temminckii: Coenraad Jacob Temminck (1778–1858), holenderski zoolog, ilustrator i kolekcjoner[39].
- moormensis: Moormi, nietybetańska ludność zamieszkująca Nepal[2].

## Tryb życia

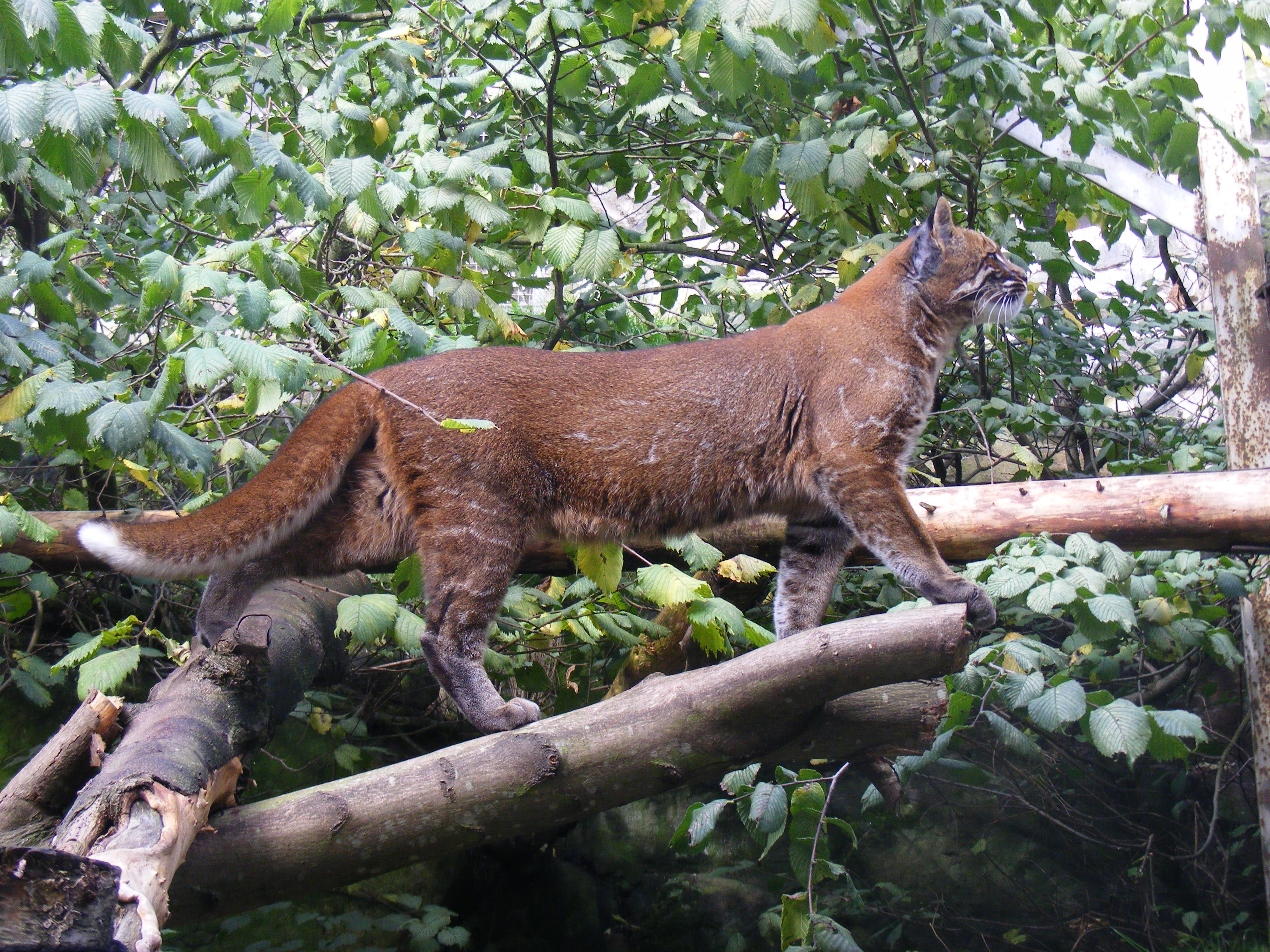
Mormi złocisty, choć poluje zwykle na ziemi, świetnie się wspina

Aktywność mormi złocistego przypada raczej na noc, wtedy też wykonano 69% przedstawiających go zdjęć. Niemniej aktywny jest również w dzień i zmierzchem. Badania w Parku Narodowym Phu Khieu wskazały dwa piki aktywności za dnia i wieczorem. Wspina się świetnie, jednakże poluje prawdopodobnie na ziemi.
Rozród mormi złocistego nie został dobrze poznany. Wszystkie posiadane informacje pochodzą od zwierząt obserwowanych w niewoli. Jest to i tak więcej niż w przypadku mormi borneańskiego, gatunku o rozrodzie nieznanym nauce. Cykl miesiączkowy zmierzony u jednej z samic trwał 39 dni, przy czym 6 dni trwała ruja. Po współżyciu z samcem samica zachodzi w ciążę trwającą jakieś 78–80 dni. Po tym czasie wydaje na świat najczęściej pojedyncze kocię, aczkolwiek opisywano mioty liczące do 3 noworodków. Młode osiągają dojrzałość płciową w wieku 2 lat. Pokolenie trwa 6 lat.

## Rozmieszczenie geograficzne
Mormi złocisty występuje w południowej i południowo-wschodniej Azji, zamieszkując w zależności od podgatunku:
- C. temminckii temminckii – Półwysep Malajski i Sumatra.
- C. temminckii moormensis – region subhimalajski od Nepalu, Indii i Bhutanu na południe do południowej Tajlandii, w tym znaczna część Chińskiej Republiki Ludowej i Indochin.

Zasięg gatunku obejmuje następujące państwa: Bangladesz, Bhutan, Chińska Republika Ludowa, Indie, Indonezja, Kambodża, Laos, Malezja, Mjanma, Nepal, Tajlandia, Wietnam. Tereny te leżą na wysokości od poziomu morza do 3738 m w Bhutanie, a nawet 3960 m w Khangchendzonga w Indiach w Himalajach.

## Ekologia

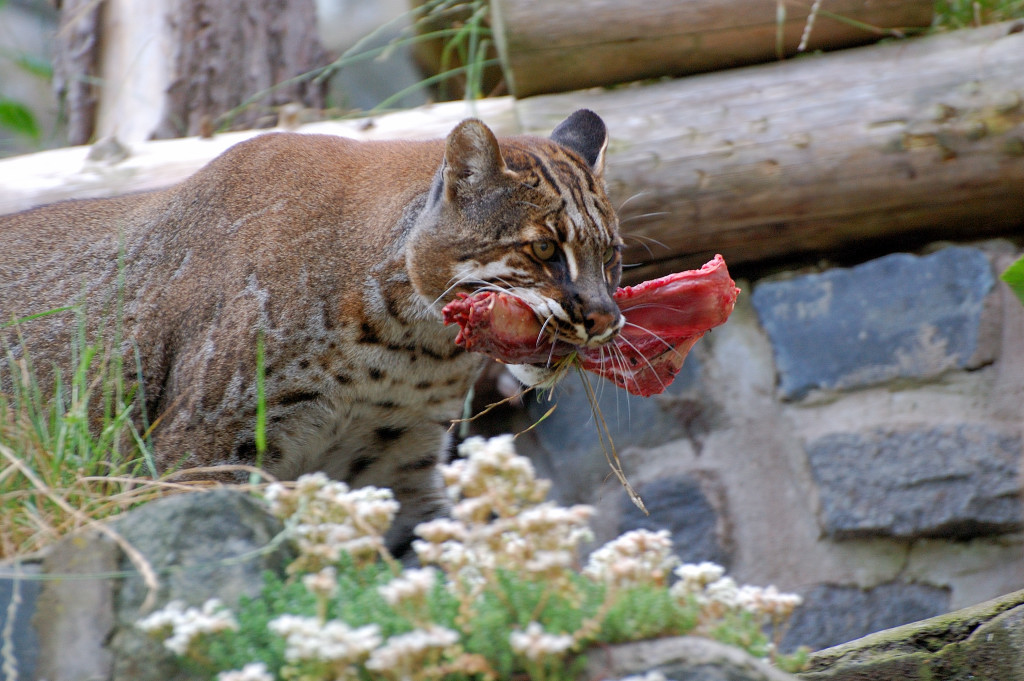
Kotowate są hiperdrapieżnikami. Mormi złocisty także żywi się mięsem

Siedlisko mormi złocistego stanowią nizinne tropikalne lasy deszczowe bądź podzwrotnikowe wilgotne lasy wiecznie zielone, ale także suche lasy liściaste. Ponadto autorzy wspominają o okazjonalnych doniesieniach z terenów trawiastych, skalistych czy porosłych krzewami. Widywano tego ssaka w lasach pofragmentowanych czy zdegradowanych działalnością ludzką, pojedynczą samicę znaleziono w resztkach lasu pomiędzy dwiema plantacjami kawy. Różni to morgi złocistego od swego borneańskiego krewniaka, bardziej prawdopodobnie uzależnionego od lasów. Zwierzę wydaje się prowadzić tryb życia bardziej naziemny niż sympatryczne z nim kotowate pantera mglista, pantera sundajska czy lamparcik marmurkowy.
Kotowate są hiperdrapieżnikami, ograniczającymi się w zasadzie do pokarmów mięsnych. Dotyczy to również mormi złocistego. Na Półwyspie Malajskim w jadłospisie zwierzęcia odnotowano lutunga ciemnego, myszowate, kanczyle, ptaki, węże i jaszczurki. Opisywano także zabijanie przez niego kóz, owiec, a nawet cieląt wołów. Odnośnie polowania występują wyłącznie informacje anegdotyczne (to i tak więcej niż w przypadku mormi borneańskiego, o którego odżywianiu nie wiadomo kompletnie nic), wedle których poluje on głównie na ziemi pomimo dobrej umiejętności wspinaczki.
Nie bardzo wiadomo, jakie zagęszczenie osiąga gatunek, dane z kamer wskazują na wartości podobne jak w przypadku pantery mglistej i sundajskiej czy lamparcika marmurkowego. U tej pierwszej na 100 km² przypada między 0,3 a 5,14 osobnika, u sundajskiej od 0,8 do 1,9. Poszczególne wyniki są jednak zmienne zależnie od miejsca. Odnotowane terytoria miały 33u samicy i 48 km² u samca, zachodząc obficie na terytoria sąsiadujących osobników.

## Zagrożenia i ochrona

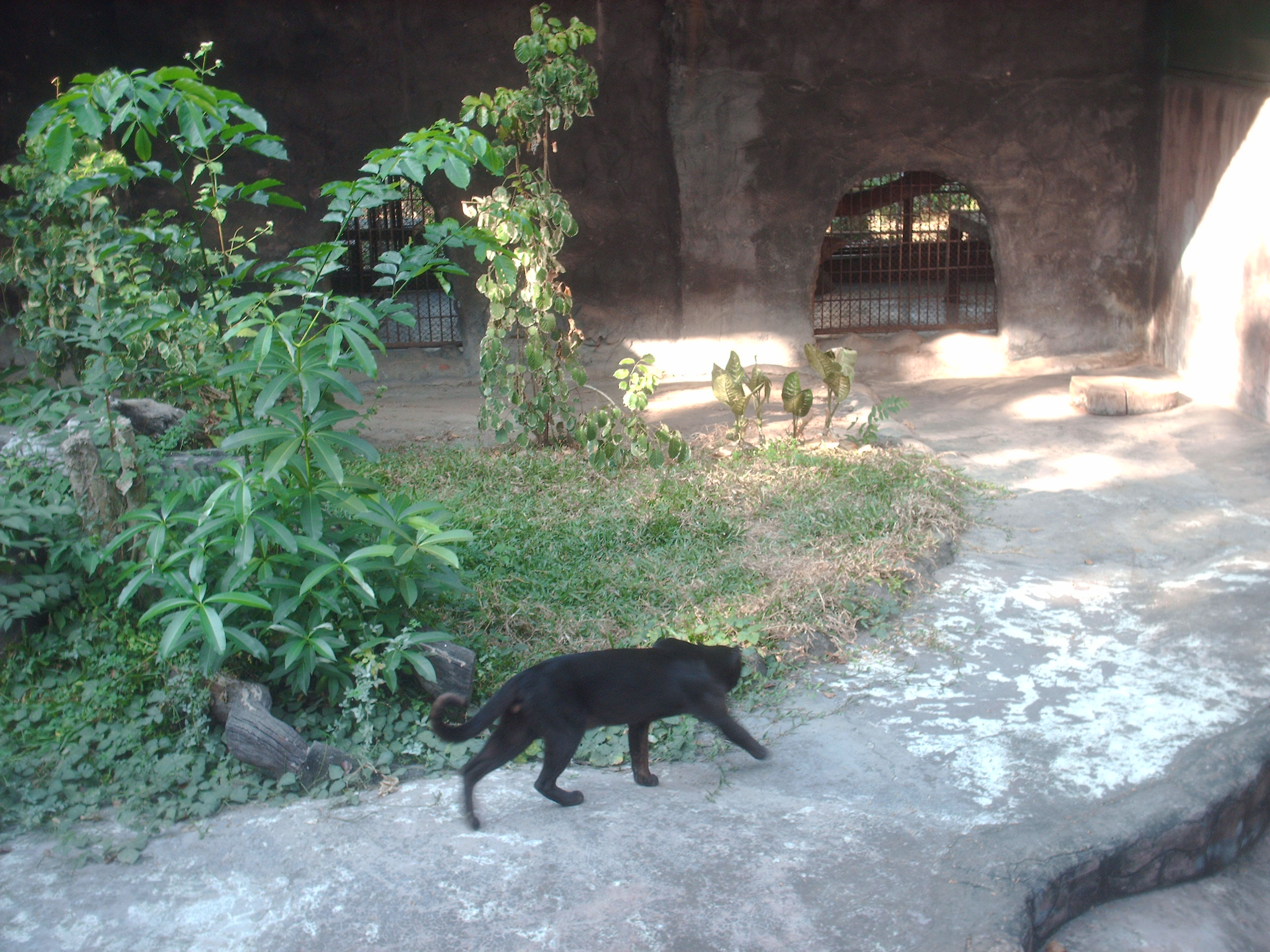
W zoo w Laosie

Całkowita liczebność gatunku spada, w latach 2000–2020 aż o około 68%; szacuje się, że w latach 2020–2040 spadnie o kolejne 18%. Największe spadki dotyczą Wietnamu i Chin, gdzie notowano go co prawda w 3 prowincjach, ale w pojedynczych miejscach. Prawdopodobnie w obu tych państwach mormi nie przetrwa długo.
IUCN po raz pierwszy rozpoznała gatunek w 1986, jeszcze w rodzaju Felis, uznała jednakowoż status za nieokreślony (I). Oceną taką powtórzyła w 1988, 1990 i 1994, w tym ostatnim umieszczając go już w rodzaju Catopuma. W 1996, powracając do Felis, organizacja uznała zwierzę za gatunek niższego ryzyka. W 2002 przyznała mu status gatunku narażonego na wyginięciu (VU), by w 2008 zmienić klasyfikację na gatunek bliski zagrożenia (NT), umieszczając go w tym ostatnim roku w rodzaju Pardofelis. W 2015 powtórzono klasyfikację jako NT, zaś w 2025 powrócono do statusu VU. Gatunek jest ujęty w załączniku I CITES. Polowań zakazano w Bangladeszu, Chinach, Indiach, Indonezji, Kambodży, kontynentalnej Malezji, Mjanmie, Nepalu, Tajlandii i Wietnamie, nie zawsze jednak w krajach tych prawa się rzeczywiście przestrzega. Laos polowania limituje.
Zagrożenia czyhające na mori złocistego to polowania i niszczenie jego siedlisk, w szczególności wobec niezwykle wysokiego tempa wylesiania w Azji Południowo-Wschodniej. Lasy zmieniane są w tereny użytkowane przez człowieka, siedliska niszczą tamy. W niektórych okolicach wzmaga się zabijanie zwierzęcia, przez co uzyskuje się części jego ciała i skóry na sprzedaż. Swego czasu zabroniono handlu produktami z tygrysa, w tym jego kośćmi, używanymi niegdyś na dużą skalę w medycynie ludowej. Zakaz handlu tygrysimi kośćmi spowodował zastępowanie ich kośćmi innych kotowatych, także mormi złocistego. Skóry zdarte z mormi złocistego specjalnie malowano, by wyglądały na tygrysie. Ponadto zabijany jest nie tylko celem zysku z handlu, ale także z zemsty za polowania na drób. Jest także zjadany. Polowania nasilone są zwłaszcza w Chinach i Wietnamie, ale poluje na niego też rdzenna ludność Bangladeszu.